# 今泉 (福岡市)
今泉（いまいずみ）は福岡県福岡市中央区の町名。現行の行政地名は、今泉一丁目及び二丁目。面積は19.67ヘクタール。2023年2月末現在の人口は4,325人。郵便番号は810-0021。

## 地理
今泉は、福岡市の都心部とされる中央区天神（）の南隣に位置しており、福岡市の都心の一部を形成する地域である。北北西で大名（）及び天神と、東で渡辺通（）と、南南東で薬院（）と、西南西で警固（）と隣接する。

### 河川
町内には次の河川がある。
- 薬院新川（）[注釈 1]

## 語源
地名は「今泉池」があったことによるという（地理全誌）。

## 歴史
今泉の集落は、もとは現在地より少し北方にあったが、慶長の城下を建設する際に、薬院町がたてられたので、現在地に移されたという。
なお、天神の地名の由来となった水鏡天満宮は元はここに存在した。

## 人口
今泉一丁目及び二丁目を合わせた人口の推移を福岡市の住民基本台帳（公称町別）に基づき示す（単位：人）。集計時点は各年9月末現在である。
- 2001年（平成13年）：3,577
- 2002年（平成14年）：3,557
- 2003年（平成15年）：3,549
- 2004年（平成16年）：3,587
- 2005年（平成17年）：3,606
- 2006年（平成18年）：3,675
- 2007年（平成19年）：3,748
- 2008年（平成20年）：3,800
- 2009年（平成21年）：3,787
- 2010年（平成22年）：3,815
- 2011年（平成23年）：3,938
- 2012年（平成24年）：3,925
- 2013年（平成25年）：3,980
- 2014年（平成26年）：4,009
- 2015年（平成27年）：3,903
- 2016年（平成28年）：3,952
- 2017年（平成29年）：4,002
- 2018年（平成30年）：4,020
- 2019年（令和元年）：4,099
- 2020年（令和2年）：4,206
- 2021年（令和3年）：4,338
- 2022年（令和4年）：4,329

## 校区
小学校、中学校、県立高等学校（全日制普通科）の校区は次の通り。
- 小学校：福岡市立警固小学校
- 中学校：福岡市立警固中学校
- 県立高等学校：福岡県第六学区（旧第七学区）

## 施設
- ビックカメラ天神1号館
- KOKO HOTEL 福岡天神
- ホテル天神プレイス
- ドン・キホーテ 福岡天神本店
- ソニーストア 福岡天神
- 今泉公園

### 過去にあった施設
- フクニチ新聞社
- 岩田屋体育館

## 名所・旧跡
- 長圓寺（ちょうえんじ）[注釈 2]

名所・旧跡の写真
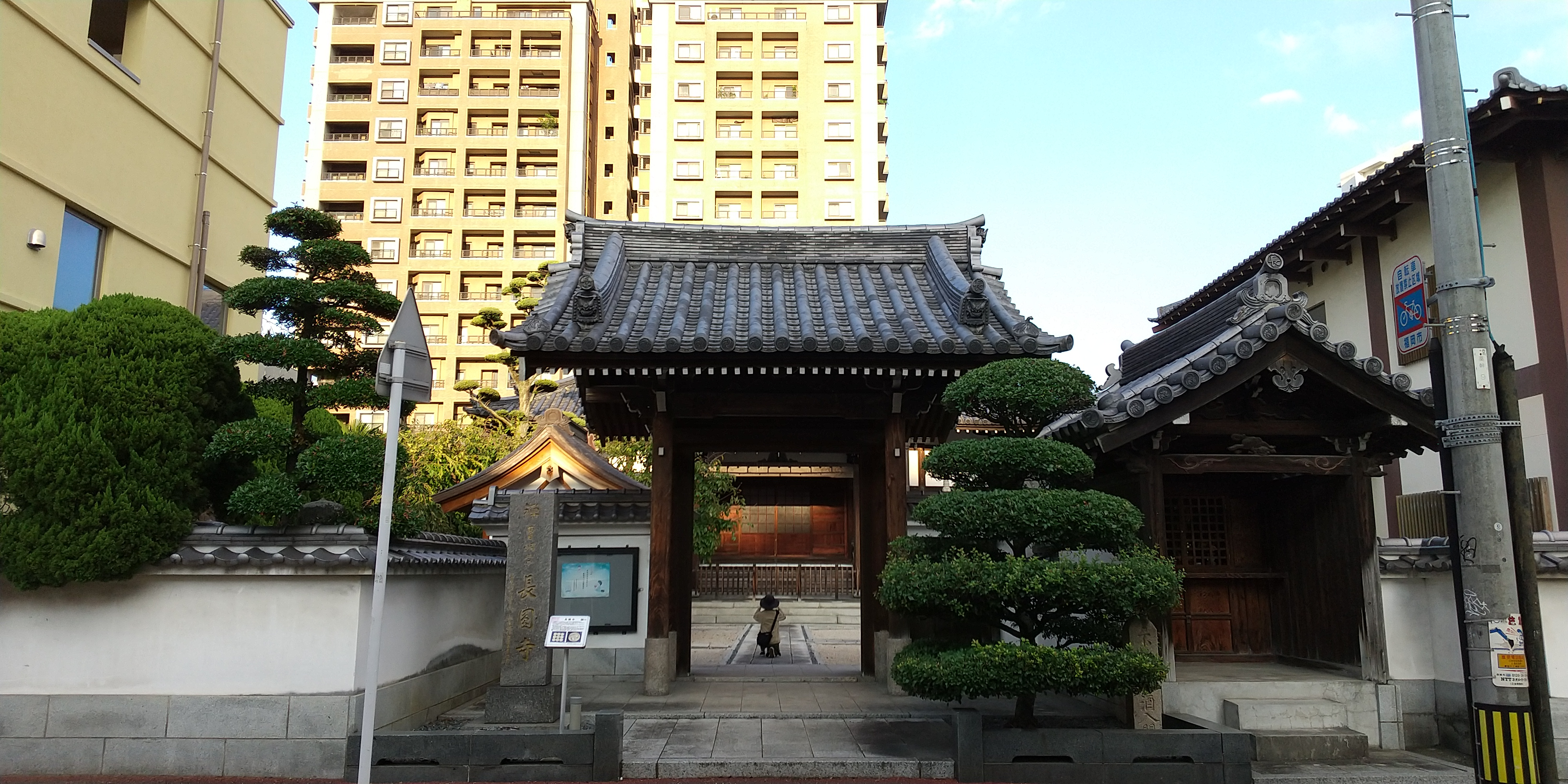
長圓寺

## 交通
- 地下鉄七隈線天神南駅（渡辺通5丁目）
- 西鉄バス
  - 天神警固神社・三越前
  - 今泉一丁目